# Randia moorei
Randia moorei es una especie escasa de arbusto perteneciente a la familia de las rubiáceas. Es originaria de Australia donde se encuentra en el este del estado de Nueva Gales del Sur y áreas adyacentes de Queensland. Su hábitat son los bosques lluviosos subtropicales de Lismore. 

## Descripción
Randia moorei es un arbusto o árbol pequeño, que alcanza un tamaño de 8 m de altura. Tiene espinas en los tallos. Las hojas son ampliamente ovales, de 2-6 cm de largo por 1-3 cm de ancho, con una punta estrecha. Las flores fragantes se presentan en grupos de tres en los extremos o en el lado de las ramas, y son seguidas por el fruto en forma de baya que mide 0.6-0.9 cm de largo.

## Distribución y hábitat
Randia moorei se encuentra en los suelos de basalto de Lismore en el norte de Nueva Gales del Sur al norte en el Gold Coast Hinterland. Se encuentra en el bosque seco subtropical, como una planta de sotobosque bajo las especies Araucaria cunninghamii y Lophostemon confertus, a menudo a lo largo de los cursos de agua. Gran parte de su hábitat ha sido aprobado para el desarrollo urbano y agrícola, tales como las plantaciones de banano, así como de utilización para la mejora de la carretera del Pacífico.
Para complicar las cosas,  se asemeja a las plantas invasivas Maclura cochinchinensis y Ligustrum sinense, por lo que su eliminación accidental es muy posible.

## Taxonomía
Randia moorei fue descrita por Ferdinand von Mueller ex George Bentham y publicado en Flora Australiensis: a description . . . 3: 411, en el año 1867.
Etimología
El epíteto moorei fue nombrado en honor del botánico Charles Moore.